# Dia da Mulher Africana
O Dia da Mulher Africana celebra-se a 31 de Julho. A sua instituição remonta a esse dia, no ano de 1962 na Conferência das Mulheres Africanas, em Dar-Es-Salaam (Tanzânia. Esta celebração é reconhecida num total de 14 países e ainda por oito Movimentos de Libertação Nacional. Na mesma Conferência foi criada uma organização também relacionada com o sexo feminino - a organização Panafricana das Mulheres. A meta é discutir o papel feminino em vários problemas/situações do continente africano:
- a reconstrução da África
- a luta contra a SIDA
- a educação
- assegurar a paz e a democracia.

## Cenário
É sabido que a mulher, no continente de África, ainda é discriminada. Não obstante, tem vindo a ganhar espaço quer no mercado trabalho, quer no poder. A descolonização do continente por parte dos ocidentais, no século XX, permitiu às mulheres começarem a ganhar posições no mercado, embora com uma remuneração menor do que a dos homens.
Em África as mulheres continuam a ser as mais pobres e é sobre elas que recaem vários tipos de violência. A SIDA (vírus HIV) é também um problema, visto que o sexo feminino é o mais vulnerável à infecção pelo vírus.